# Арсеньев, Юлий Константинович
Ю́лий Константи́нович Арсе́ньев (1818, Санкт-Петербург — 1873, Тула) — государственный деятель Российской империи, действительный статский советник, губернатор трех губерний. Почетный гражданин Петрозаводска (1865), почетный гражданин Вытегры (1868). Старший брат адвоката и общественного деятеля Константина Арсеньева. Либерал, один из исполнителей реформ Александра II на региональном уровне.

## Биография
Родился в семье статистика и географа, академика Константина Ивановича Арсеньева.
В 1838 году окончил Царскосельский лицей. В числе его однокурсников был будущий экономист Константин Веселовский, будущий министр иностранных дел Николай Гирс и поэт Александр Яхонтов.
На службу в канцелярию комитета поступил 23 марта 1840 года, получив звание камер-юнкера. Уже в 1842 году вышел в отставку. Во время командировки на Кавказские минеральные воды встречался с Лермонтовым. Дружил со своим ровесником князем Васильчиковым, ставшим секундантом Лермонтова в роковой дуэли и написавший о ней в письме Арсеньеву.
В 1848 году был назначен в министерстве внутренних дел исполняющим обязанности начальника отделения департамента общих дел. Вскоре повышен до чиновника по особым поручениями при министре; 7 сентября 1854 года был произведён в действительные статские советники.
Провёл экспедицию на территорию Новгородской губернии с целью изучения и статистического описания местных общин староверов. Подробные отчёты Арсеньева до сих пор являются важным источником для ученых.
Откомандирован в Царицын летом 1860 года к месту строительства Волго-Донской железной дороги после начала забастовки рабочих и рапорта флигель-адъютанта Рылеева о жестоком с ними обращении. По итогам расследования Арсеньева отданы под суд царицынский городничий Трескин, исправник Дьяченков и заседатель земского суда Натте.
В 1861 году был назначен Смоленским губернатором. Спустя 15 месяцев переведён губернатором в Олонецкую губернию.

### Олонецкий губернатор
Юлий Константинович Арсеньев стал ключевой фигурой в проведении «великих реформ» на территории губернии. В 1862—1863 годах он принудил начальника Олонецких горных заводов Николая Фелькнера освободить 25 тысяч приписных крестьян от обязательных работ. Окончательную волю, при сопротивлении Фелькнера, крестьяне получили в апреле 1864 года, на 3 месяца позже срока, установленного законом. Перед введением системы земского самоуправления Арсеньев предлагал в качестве эксперимента допустить в выборные органы губернии не только дворян, купечество и крестьян, но и мелких образованных чиновников. Предложения были направлены в Министерство внутренних дел в декабре 1864 года, но Александр II издал указ о распространении на Олонецкую губернию земской реформы на общих основаниях.
Петрозаводская городская дума в 1865 году с позволения императора Александра II присудила Арсеньеву звание «Почётный гражданин города Петрозаводска», с формулировкой: «за труды и заботы к улучшению внутреннего и внешнего благосостояния»; награждение состоялось 4 февраля.
В июне 1864 года в Петрозаводск был перевезён из столицы больной отец Арсеньева и жил здесь до своей смерти в декабре 1865 года.
Арсеньев поддерживал губернское собрание после его первых выборов в 1866 году. С помощью собственных связей помог новому председателю земской управы купцу Ефиму Пименову войти в «Комиссию по сбору и распределению пособий жителям России, пострадавшим от неурожая» 1866—1868 годов, что принесло региону значительные пособия из имперской казны.
В 1868 году получил чин тайного советника.
После введения института мировых судей в 1870 году, будучи юристом по образованию, был избран почётным мировым судьёй по Петрозаводскому уезду и на несколько месяцев принял на себя обязанности председателя съезда мировых судей Петрозаводско-Повенецкого округа. Выделил в собственной квартире комнаты для заседаний мирового суда и канцелярии.
При недостатке средств в местном бюджете организовал сбор пожертвований на Мариинское женское училище, предоставил ему каменное здание. Ввёл в городе ночные противопожарные караулы, построил новую общественную пристань. Призывал назначить сборы в пользу губернии с расположенных на её территориях казенных земель и лесов. Привлек в 1869 году внимание Сената к этому вопросу. Он был решён положительно уже после перевода Арсеньева в Тулу.

### Тульский губернатор
Тульской губернией Арсеньев руководил почти 3 года. При нём в Туле была учреждена внутригородская почта, от создания которой отказывался его предшественник. Отвечая на письмо управляющего почтовой частью Тульской губернии в июле 1871 года, Арсеньев предлагал:

 «Чтобы учреждение это принесло жителям действительную услугу, необходимо установить доставку писем не менее двух раз в день, и вместе с тем увеличить число имеющихся теперь почтовых ящиков, устроив для городской почты по примеру Санкт-Петербурга и Москвы особые ящики».— История учреждения в Туле городской почты. Официальный сайт управления федеральной почтовой связи Тульской области. Дата обращения: 31 мая 2012. Архивировано из оригинала 23 сентября 2012 года.

## Награды
- орден Св. Владимира 3-й ст. (1856)
- орден Св. Станислава 1-й ст. (1861)
- орден Св. Анны 1-й ст. (1864)
- орден Св. Владимира 2-й ст.

## Семья
Был женат дважды.
Его первой женой была выпускница Смольного института, дочь подпоручика Ольга Андреевна Перхурова, родившая трёх сыновей.
Второй женой стала дочь генерала Д. Т. Паренсова Софья Дмитриевна, создавшая в Петрозаводске благотворительное общество и написавшая несколько книжек для детей. Вера, дочь Арсеньева и Софьи Дмитриевны, стала начальницей Царскосельского училища для девиц духовного звания.